# Heden, Karlstad
Heden är en stadsdel i östra Karlstad. Mest framträdande är Hedenverket med sin avfallspanna och två stycken biobränsleeldade kraftvärmeblock där det senaste stod klart 2014. Verkets skorsten syns på håll från Vänern samt från E18. Området har också en del andra företag samt ett stort antal båtskjul som används av Karlstads båtklubb. Området begränsas i norr av järnvägen och i söder och väster av Klarälven. Under vintern 2007/2008 slet sig ett flertal av de bryggor som båtklubben hade på grund av den stora mängden is.